# Lekkoatletyka na Letnich Igrzyskach Olimpijskich 2024 – sztafeta 4 × 400 m kobiet
Sztafeta 4 x 400 m kobiet XXXIII Letnich Igrzysk Olimpijskich w Paryżu odbyła się w dniach 9–10 sierpnia 2024. Areną zawodów był Stade de France.

## Terminarz
| Data             | Godzina rozpoczęcia |            |
| 9 sierpnia 2024  | 10:40               | Eliminacje |
| 10 sierpnia 2024 | 21:22               | Finał      |

## Rekordy
Przed rozpoczęciem zawodów aktualny rekord świata i rekord olimpijski były następujące:
| WR | Tatjana Ledowska, Olga Nazarowa, Marija Pinigina, Olha Bryzhina | 3:15,17 | Seul | 1 października 1988 |
| OR | Tatjana Ledowska, Olga Nazarowa, Marija Pinigina, Olha Bryzhina | 3:15,17 | Seul | 1 października 1988 |

## Eliminacje
Rozegrano 2 biegi eliminacyjne. Do finału awansowały 3 pierwsze sztafety z każdego biegu oraz dwie z najlepszymi czasami.

### Bieg 1
| Poz. | Tor | Reprezentacja     | Zawodnicy                                                                | Czas    | Uwagi |
| ---- | --- | ----------------- | ------------------------------------------------------------------------ | ------- | ----- |
| 1.   | 6   | Stany Zjednoczone | Quanera Hayes, Shamier Little, Aaliyah Butler, Kaylyn Brown              | 3:21,44 | Q     |
| 2.   | 7   | Wielka Brytania   | Yemi Mary John, Hannah Kelly, Jodie Williams, Lina Nielsen               | 3:24,72 | Q     |
| 3.   | 8   | Francja           | Sounkamba Sylla, Shana Grebo, Alexe Déau, Amandine Brossier              | 3:24,73 | Q     |
| 4.   | 4   | Belgia            | Hanne Claes, Imke Vervaet, Camille Laus, Helena Ponette                  | 3:24,92 | q     |
| 5.   | 9   | Hiszpania         | Blanca Hervás, Berta Segura, Eva Santidrián, Carmen Avilés               | 3:28,29 |       |
| 6.   | 5   | Norwegia          | Josefine Tomine Eriksen, Lakeri Ertzgaard, Elisabeth Slettum, Amalie Iue | 3:28,61 |       |
| 7.   | 2   | Szwajcaria        | Giulia Senn, Julia Niederberger, Annina Fahr, Yasmin Giger               | 3:29,75 |       |
| 8.   | 3   | Kuba              | Melissa Padrón, Daily Cooper Gaspar, Sahily Diago, Roxana Gómez          | 3:33,99 |       |

### Bieg 2
| Poz. | Tor | Reprezentacja | Zawodnicy                                                                         | Czas    | Uwagi |
| ---- | --- | ------------- | --------------------------------------------------------------------------------- | ------- | ----- |
| 1.   | 9   | Jamajka       | Andrenette Knight, Ashley Williams, Charokee Young, Stephenie Ann McPherson       | 3:24,92 | Q     |
| 2.   | 4   | Holandia      | Eveline Saalberg, Lieke Klaver, Myrte van der Schoot, Lisanne de Witte            | 3:25,03 | Q     |
| 3.   | 8   | Irlandia      | Sophie Becker, Phil Healy, Kelly McGrory, Sharlene Mawdsley                       | 3:25,05 | Q     |
| 4.   | 7   | Kanada        | Zoe Sherar, Aiyanna Stiverne, Lauren Gale, Kyra Constantine                       | 3:25,77 |       |
| 5.   | 5   | Włochy        | Ilaria Accame, Anna Polinari, Giancarla Trevisan, Alice Mangione                  | 3:26,50 |       |
| 6.   | 6   | Polska        | Anastazja Kuś, Justyna Święty-Ersetic, Aleksandra Formella, Alicja Wrona-Kutrzepa | 3:26,69 |       |
| 7.   | 3   | Niemcy        | Skadi Schier, Alica Schmidt, Mona Mayer, Eileen Demes                             | 3:26,95 |       |
| 8.   | 2   | Indie         | Vithya Ramraj, Jyothika Sri Dandi, M. R. Poovamma,Subha Venkatesan                | 3:32,51 |       |

## Finał
| Pozycja | Tor | Reprezentacja     | Zawodnicy                                                                      | Czas    | Uwagi |
| ------- | --- | ----------------- | ------------------------------------------------------------------------------ | ------- | ----- |
| złoto   | 6   | Stany Zjednoczone | Shamier Little, Sydney McLaughlin-Levrone, Gabrielle Thomas, Alexis Holmes     | 3:15,27 | AR    |
| srebro  | 5   | Holandia          | Lieke Klaver, Cathelijn Peeters, Lisanne de Witte, Femke Bol                   | 3:19,50 | NR    |
| brąz    | 7   | Wielka Brytania   | Victoria Ohuruogu, Laviai Nielsen, Nicole Yeargin, Amber Anning                | 3:19,72 | NR    |
| 4.      | 4   | Irlandia          | Sophie Becker, Rhasidat Adeleke, Phil Healy, Sharlene Mawdsley                 | 3:19,90 | NR    |
| 5.      | 9   | Francja           | Sounkamba Sylla, Shana Grebo, Amandine Brossier, Louise Maraval                | 3:21,41 | NR    |
| 6.      | 2   | Kanada            | Zoe Sherar, Savannah Sutherland, Kyra Constantine, Lauren Gale                 | 3:22,01 |       |
| 7.      | 3   | Belgia            | Naomi Van den Broeck, Imke Vervaet, Hanne Claes, Helena Ponette                | 3:22,40 |       |
| –       | 8   | Jamajka           | Stacey Ann Williams, Andrenette Knight, Shiann Salmon, Stephenie Ann McPherson | DNF     |       |